# Bundesverband Psychiatrie-Erfahrener
Der Bundesverband Psychiatrie-Erfahrener (BPE) ist eine deutsche Selbsthilfeorganisation von aktuellen und ehemaligen Patientinnen und Patienten der Psychiatrie. Der Verband betätigt sich auch als Interessenvertretung von Psychiatrie-Erfahrenen und gibt u. a. Stellungnahmen zu Gesetzesvorhaben und Verfahren des Bundesverfassungsgerichts ab. Sitz des Vereins ist Bonn. Die Geschäftsstelle befindet sich in Bochum.

## Geschichte
Der Verein wurde 1992 unter anderem von Dorothea Buck gegründet. Nach eigener Darstellung sei es auf die Arbeit des BPE zurückzuführen, dass eine ambulante Zwangsbehandlung nicht erlaubt ist. Andererseits sei sein Ziel, dass Psychiatrie-Erfahrene als gleichberechtigte Bürger anerkannt werden, noch nicht erreicht.

## Vereinsarbeit
Der Verein organisiert Kongresse, Seminare und Selbsthilfetage und bietet seinen Mitgliedern (und nur diesen) kostenlose Sozialhilfe-Beratung. Zudem wird eine Medikamentenberatung und eine Mailingliste auch für Nicht-Mitglieder angeboten. Mehrmals im Jahr wird eine Mitgliederzeitung herausgegeben. Grundsätze zu „psychiatrischer Erkrankung“ und Psychiatrie wurden 2012 vom Gesamtvorstand des BPE verabschiedet.
In vielen Städten gibt es Selbsthilfegruppen, die über den Verein kontaktiert werden können. In Bochum und in Köln gibt es Anlaufstellen, die vom dortigen Landesverband organisiert werden. Hier besteht für Menschen in psychischen Krisen die Möglichkeit, in Krisenzimmern unterzukommen. Die Krisenbegleitung in Bochum existiert seit 1994. Im September 2020 wurden die Ergebnisse eines Forschungsprojektes der Öffentlichkeit vorgestellt, welches das Ziel hatte, die Arbeitsansätze des Bochumer Selbsthilfe-Projektes umfassend zu untersuchen. Das Forschungsteam bestand aus Forschenden mit und ohne eigener Psychiatrieerfahrung. Die Ergebnisse flossen unter anderem ein in die Broschüre „Hilfe jenseits der Psychiatrie – Die Bochumer Krisenzimmer“.
Schirmherrin war die ehemalige Bundesgesundheitsministerin Andrea Fischer. Der BPE trennte sich Anfang 2009 von Fischer, da sie einen Bericht von Frontal 21, dem zufolge sie für die PR-Agentur Pleon auch als Pharmalobbyistin tätig sei, nicht entkräften konnte.

## Landesverbände
In fast allen Bundesländern sind als Vereine gegründete Landesverbände und Landesarbeitsgemeinschaften entstanden, die mit dem Bundesverband zusammenarbeiten und seine rechtlich selbständigen Gliederungen sind. Die Landesverbände in Baden-Württemberg und Rheinland-Pfalz haben sich nach inhaltlichen und personellen Differenzen vom Bundesverband getrennt. Dort hat der BPE Landesarbeitsgemeinschaften gegründet.
Einer der aktivsten Landesverbände ist der in Nordrhein-Westfalen. Ein Arbeitsschwerpunkt ist das Thema Zwangsbehandlung. Der Landesverband NRW e. V. hat die Bochumer Willenserklärung erarbeitet, eine Mischung aus Patientenverfügung und Vorsorgevollmacht, die vor Zwangsbehandlungen schützen soll.

## Von Psychiatrieerfahrenen geführte Einrichtungen
- Weglaufhaus in Berlin
- Tageszentrum StaPe in Saarbrücken
- Weglaufhaus im Saarland (Projekt)
- Offene Herberge in Stuttgart
- Anlaufstelle Rheinland (mit Krisenzimmer)
- Anlaufstelle Westfalen (mit zwei Krisenzimmern)

## Bundesarbeitsgemeinschaft Psychiatrie-Erfahrener
Die fast namensgleiche Bundesarbeitsgemeinschaft Psychiatrie-Erfahrener („Die BPE“) wurde am 24. November 2004 gegründet. Die Mitglieder verteilen sich auf das ganze Bundesgebiet und treffen sich im Chat der Bundesarbeitsgemeinschaft zu ihrer basisdemokratischen Mitgliederversammlung. Ihr Schirmherr ist der wegen Betruges verurteilte Hochstapler Gert Postel, der mit Postbotenausbildung zum Chefarzt einer Psychiatrie aufstieg. Ihm sei es gelungen, die Psychiatrie „…der reinen Scharlatanerie zu überführen“, heißt es in einer Pressemitteilung. Die BPE ist maßgeblicher Herausgeber der PatVerfü, einer Mischung aus Patientenverfügung und Vorsorgevollmacht, die vor Zwangsbehandlungen schützen soll. Schirmfrau der Initiative PatVerfü ist die Künstlerin Nina Hagen.

## Bundesarbeitsgemeinschaft Psychiatrie-Recht
Die Bundesarbeitsgemeinschaft Psychiatrie-Recht wurde als selbständige AG von Mitgliedern und Nicht-Mitgliedern des Bundesverbands Psychiatrie-Erfahrener 2013 auf dem Jahrestreffen des Bundesverbands Psychiatrie-Erfahrener (BPE) als AG Recht im BPE gegründet und arbeitet inzwischen eigenständig und unabhängig vom BPE. Primäres Ziel, das u. a. durch die Initiierung von Verfassungsbeschwerden verfolgt wurde, war die mittlerweile durch Einführung des § 1906a I Nr. 3 BGB erfolgte Änderung des § 1906 BGB aF dahingehend, dass eine Behandlungsentscheidung stets auch nach dem mutmaßlichen Willen gemäß § 1901a BGB zu treffen ist. Die AG strebt u. a. die Klarstellung des § 1901 BGB dahingehend an, dass unter dem Wohl des Betroffenen sein individuell mutmaßlicher Wille zu verstehen ist. Des Weiteren informiert die AG über rechtlichen Themen im Bereich der Psychiatrie und setzt sich für eine Erhöhung der Mindestbezüge arbeitsunfähiger Betroffener ein.